# 村上一郎 (建国義勇軍)
村上 一郎（むらかみ いちろう、1949年3月頃 - ）は、日本のテロリスト、右翼活動家。建国義勇軍首謀者、日本人の会会長、日本レジン会長。 秋田県出身。

## 経歴
法政大学卒業後、編み物雑誌出版社に入社してフランス パリに約8年間 駐在したが、1979年3月、結婚を機に退社。 妻の父親が経営する日本レジンの経営に加わり、1985年 社長に就任、翌1986年から会長。しかし多大な債務をかかえ、キャバレーの呼び込みや温泉宿のマネージャーとして働く。日本レジンは元来、歯医者関係の資材の製造・卸し売り業だったが、経営権が村上に移るとナイフ販売が主体となる。これは村上の趣味がナイフ（サバイバルナイフ、カスタムナイフ等）の収集だったので、趣味から商売に移行したようである。日本レジンの取引先の歯科医に、趣味性の高い高価な商品が売れた事も理由の一つであった。このように趣味と実益を共に追求するのが村上の特徴である。社号も日本レジンに加えKCA（ナイフ・コレクターズ・アソシエーション）を名乗ったり、後に日本刀を扱うようになると大日本刀剣会などと称するようになった。会社の業務もナイフや刀剣の売買が主体となるが、いずれの名称も同好会的な誤解を生じ易いため、そうした誤解を上手く利用して業績を上げたようである。顧客を「会員」として扱っていたが、これは税金対策としての意味と、村上の収集癖から来るマニアックな心情があったと云われている。高価なナイフや日本刀を購入できるのは比較的裕福で社会的にも信用されている者が多く、そういう客を会員として自己の下に配する事で、村上独自の淫靡な楽しみに耽る一方、一部の客＝会員の経済力や社会的影響力を自己の利益に利用していたと云われている。建国義勇軍はそこで集めた「会員」を利用して編成。建国義勇軍事件の逮捕者に歯科医が多かったのもそのためである。
- 1999年7月までに衆議院議員・西村眞悟と知り合い、たびたび献金を行った。
- 2001年5月、日本人の会幹部らと共に尖閣諸島に上陸[1]。
- 2002年11月から2003年11月に掛け、教職員組合、社会民主党、自由民主党非主流派議員、朝鮮総連関係機関、アーレフ道場などに対する23件のテロ攻撃を行った。
- 2003年4月、建国義勇軍を結成。
- 2003年12月19日、警視庁公安部などの合同捜査本部に逮捕された[1]。
- 2004年6月、上記23件のテロ攻撃の首謀者として懲役15年を求刑された。2008年現在、脳の疾患で入院療養しているため、公判停止。